# Arthur Mitchell
Arthur Mitchell (Nueva York, 27 de marzo de 1934-19 de septiembre de 2018) fue un bailarín y coreógrafo estadounidense que creó una escuela de entrenamiento y la primera compañía de ballet clásica afroamericana, Dance Theatre of Harlem (DTH). Entre otros galardones, Mitchell fue reconocido como Becario MacArthur, ingresado en el Salón de la Fama del Sr. y la Sra. Cornelius Vanderbilt Whitney del Museo Nacional de Danza, y recibió la Medalla Nacional de las Artes de los Estados Unidos y una beca de la Fundación Fletcher.
Estudió en el Instituto de Artes Escénicas de Nueva York. Comenzó a bailar en musicales de Broadway y trabajó con diversas compañías de ballet antes de unirse al New York City Ballet en 1956, siendo el primer bailarín afroamericano en participar allí.
Participó en varios ballets de George Balanchine, como A Midsummer Night's Dream de 1962 y Agon de 1967. En 1968 cofundó una escuela de ballet y su propia compañía llamada Dance Theatre of Harlem.

## Infancia
Mitchell era uno de cuatro hermanos y creció en las calles de Harlem, Nueva York. Obligado a asumir la responsabilidad financiera de su familia a raíz del encarcelamiento de su padre, a la edad de 12 años, Mitchell realizó numerosos trabajos, entre ellos: limpiar zapatos, trapear pisos y repartir periódicos. Se involucró con las pandillas callejeras, aunque esto no le impidió ser exitoso posteriormente.
Cuando era adolescente, fue alentado por un consejero vocacional para solicitar la admisión a la High School of Performing Arts. Al ser aceptado, decidió trabajar para tener una carrera en ballet clásico. Después de su graduación a principios de la década de 1950, ganó un premio de baile y una beca para estudiar en la School of American Ballet, la escuela afiliada al New York City Ballet. En 1954, después de su debut en Broadway en 1952 en la ópera Four Saints in Three Acts, Mitchell regresó a Broadway para participar en el musical de Harold Arlen House of Flowers, junto a Diahann Carroll, Geoffrey Holder, Alvin Ailey, Carmen De Lavallade y Pearl Bailey.

## Carrera en New York City Ballet
En 1955 hizo su debut como el primer afroamericano con el New York City Ballet (NYCB), actuando en Western Symphony. Ascendiendo al puesto de bailarín principal de la compañía en 1956, actuó en todos los ballets más importantes de su repertorio, incluyendo Sueño de una noche de verano, El cascanueces, Bugaku, Agon y Arcade.
El coreógrafo y director de NYCB George Balanchine creó el pas de deux en Agon especialmente para Mitchell y la bailarina blanca Diana Adams. Los miembros de la audiencia inicialmente se quejaron de asociar a Mitchell con una mujer blanca, pero Balanchine se negó a cambiar la pareja. Aunque Mitchell bailó este papel con bailarinas blancas en todo el mundo, no pudo hacerlo en la televisión comercial en los Estados Unidos hasta 1968, cuando la actuación se transmitió en The Tonight Show de Johnny Carson.
Mitchell dejó el New York City Ballet en 1966 para aparecer en varios espectáculos de Broadway y ayudó a fundar compañías de ballet en Spoleto, Washington D. C. y Brasil, donde dirigió una compañía de danza. La compañía que fundó en Brasil fue la Compañía Nacional de Ballet de Brasil.

## Dance Theatre of Harlem
Después del asesinato del Dr. Martin Luther King, Jr. en 1968, Mitchell regresó a Harlem, donde estaba decidido a brindar oportunidades de baile para los niños de esa comunidad. Un año después, él y su maestro Karel Shook formaron una escuela de ballet clásico. Mitchell tenía $ 25,000 de su propio dinero para comenzar la escuela. Aproximadamente un año más tarde recibió $ 315,000 en una subvención de fondos de la Fundación Ford. Dance Theatre of Harlem (DTH) nació en 1969 con 30 niños en el sótano de una iglesia en una comunidad donde los recursos de talento y energía creativa estaban virtualmente sin explotar. Dos meses después, Mitchell había atraído a 400 jóvenes que asistían a clases. Dos años más tarde presentaron sus primeras producciones como una compañía profesional. Mitchell usó sus ahorros personales para convertir un garaje en la primera sede de la compañía.
En Harlem, DTH creó una multitud de oportunidades profesionales en danza, música y otras actividades relacionadas con el teatro. La escuela tiene un número sobresaliente de antiguos alumnos que han participado con éxito en carreras como bailarines y músicos, como técnicos en producción, escenografía y vestuario, y en instrucción y administración artística. Con este éxito, DTH desafió al mundo de la danza clásica para que revisaran sus estereotipos.

## Legado
La Colección Arthur Mitchell se encuentra en la Biblioteca de libros raros y manuscritos de la Universidad de Columbia.
Arthur Mitchell: Harlem's Ballet Trailblazer, una exposición que celebra su vida y carrera, se inauguró en la Wallach Art Gallery en Columbia el 12 de enero de 2018. El sitio web de la exposición contiene numerosas imágenes y documentos de la colección, así como una línea de tiempo de la carrera de Mitchell, lista de repertorios para el Dance Theatre of Harlem y ensayos originales.

## Premios y reconocimientos
Mitchell recibió numerosos premios en reconocimiento a su trabajo y logros innovadores, que incluyen:
- 1993 - Kennedy Center Honors.[2][6]
- 1994 - Nombrado como miembro de MacArthur.
- 1995 - Medalla Nacional de las Artes de los Estados Unidos
- 1999 - Incluido en el Museo Nacional de Danza C.V. Whitney Hall of Fame, Saratoga Springs, Nueva York.
- 2001 - El séptimo Premio Anual Heinz en Artes y Humanidades.[7]
- 2005 - Recibe una beca de la Fundación Fletcher en su año inaugural, en reconocimiento a sus contribuciones a la cultura afroamericana.
- 2006 - Mitchell y el Dance Theatre of Harlem fueron honrados con una cena en la Casa Blanca por el presidente George W. Bush.

Además recibió doctorados honorarios de numerosas universidades, como Hamilton College, Brown University, City College de la City University de Nueva York, Harvard University, The Juilliard School, The New School for Social Research, North Carolina School of the Arts y Williams College. También recibió premios de la Ciudad de Nueva York y organizaciones comunitarias.